# Rimskij-Korsakov (film)
Rimskij-Korsakov (russisk: Римский-Корсаков) er en sovjetisk farvefilm fra 1953 af Gennadij Kasanskij og Grigorij Rosjal.
Filmen er et portræt af den russiske komponist Nikolaj Rimskij-Korsakov.

## Medvirkende
- Grigorij Belov som Nikolaj Rimskij-Korsakov
- Nikolaj Tjerkasov som Vladimir Stasov
- Aleksandr Borisov som Savva Mamontov
- Lilija Gritsenko som Nadezjda Zabela-Vrubel
- Viktor Khokhrjakov som Aleksandr Glazunov